# Klárafalva
Klárafalva è un comune dell'Ungheria di 516 abitanti (dati 2001). È situato nella contea di Csongrád-Csanád.